# Wolfgang II. von Hohenlohe

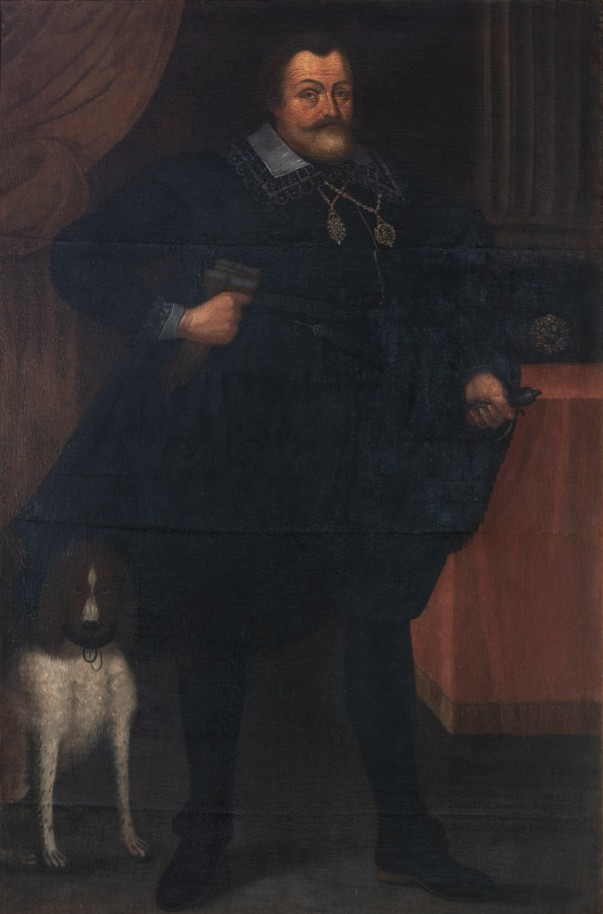
Graf Wolfgang II. zu Hohenlohe-Weikersheim, Gemälde von Peter Franz Tassaert im Rittersaal des Schlosses in Weikersheim

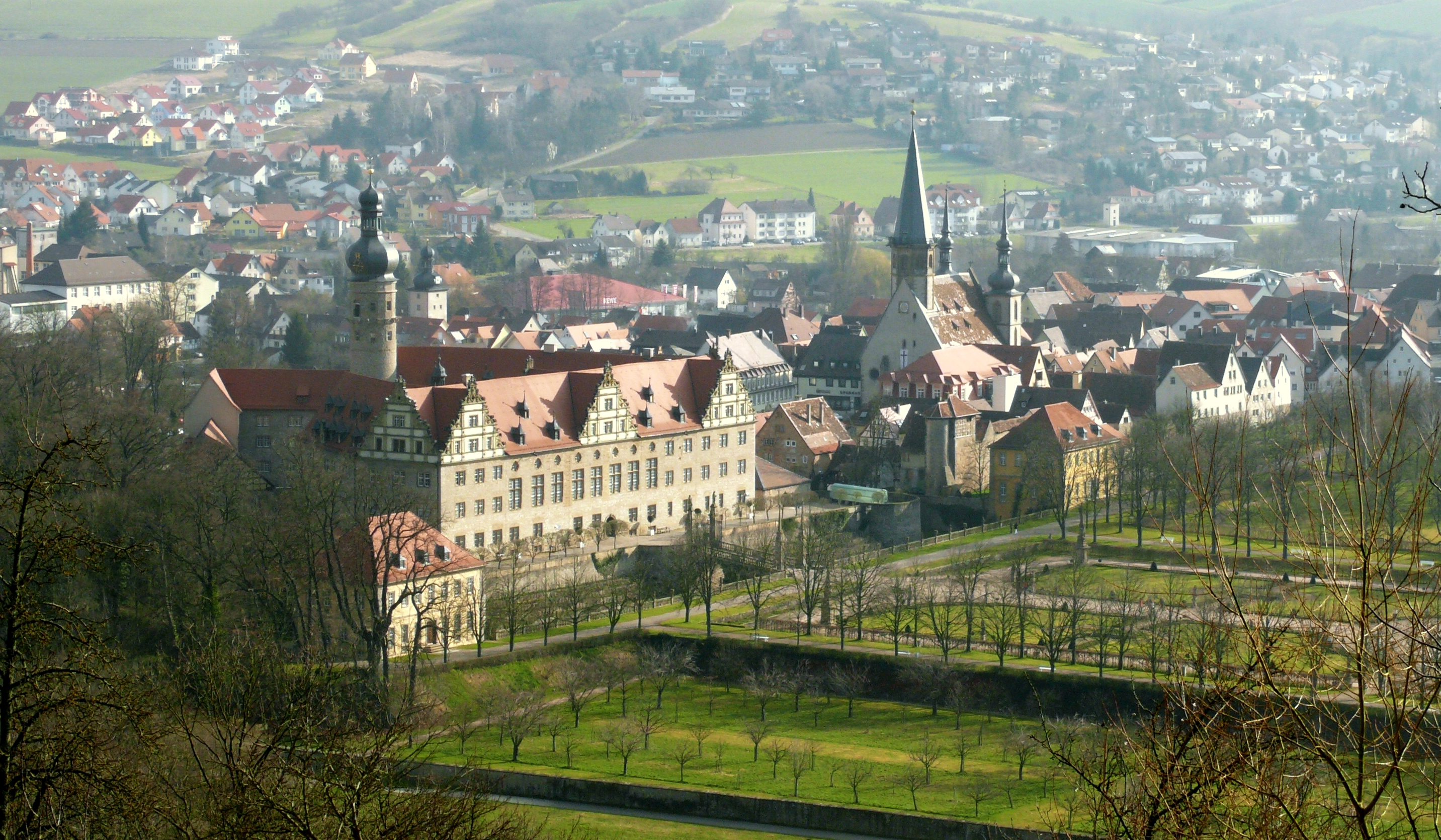
Das ab etwa 1590 unter Graf Wolfgang umfassend erweiterte Schloss Weikersheim

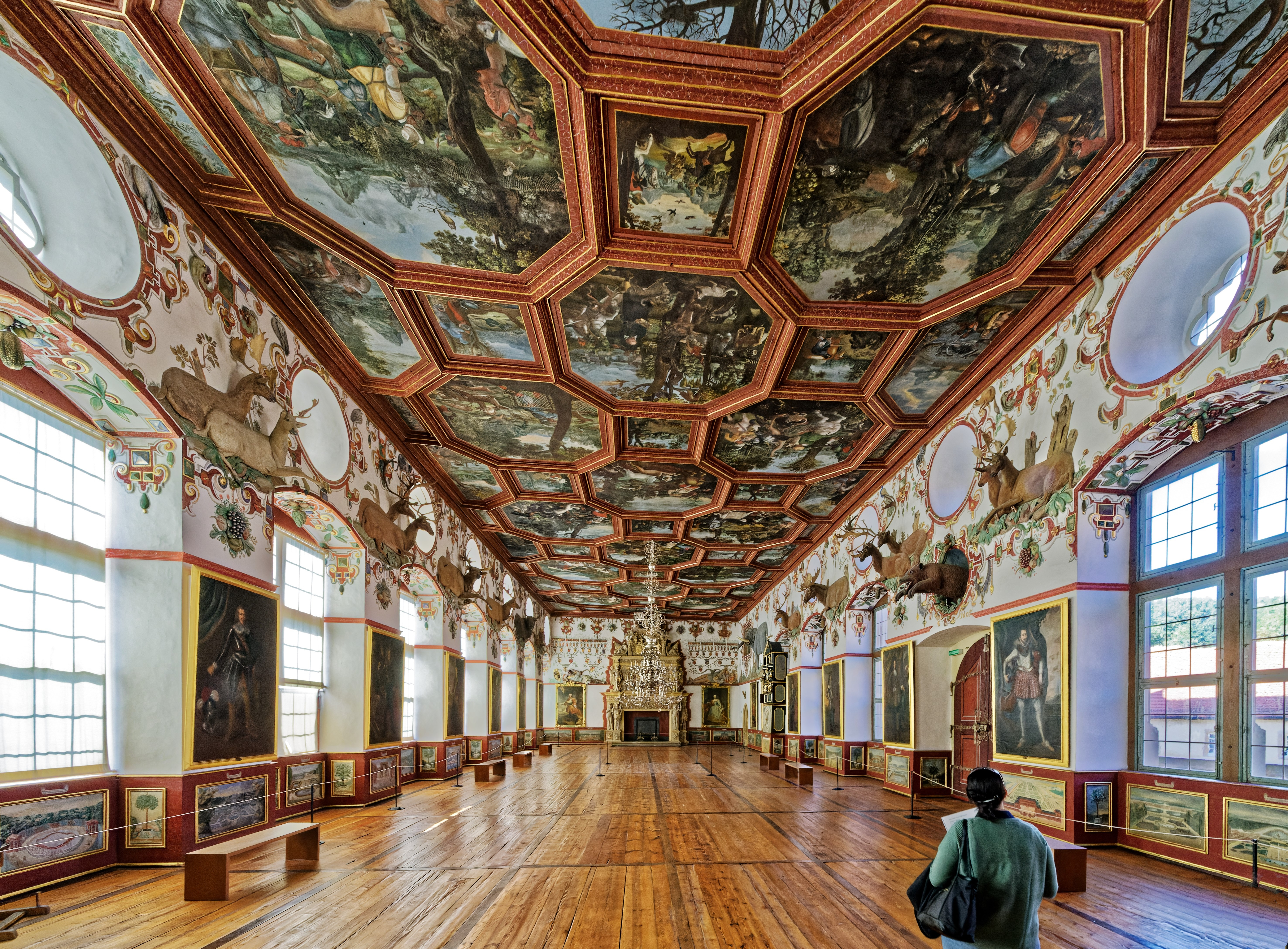
Rittersaal in Schloss Weikersheim mit der um 1605 vollendeten Ausstattung

Wolfgang II., Graf von Hohenlohe und Herr zu Langenburg, auch Wolfgang von Hohenlohe-Weikersheim, (* 14. Juni 1546 in Waldenburg/Hohenlohe; † 28. März 1610 in Weikersheim) war ein Adliger aus dem Geschlecht Hohenlohe, der in Weikersheim residierte und dort für den Neubau des Schlosses Weikersheim nach den Idealen der Renaissance sorgte. Er war auch Anhänger der Alchemie.

## Abstammung
Graf Wolfgang war einer der vier Söhne von Graf Ludwig Casimir zu Hohenlohe-Neuenstein (1517–1568) und Gräfin Anna, geborene Gräfin zu Solms-Lich (1522–1594), die das Erwachsenenalter erreichten.

## Leben
Er besuchte ab 1558 für zwei Jahre die Universität Tübingen, war zwei Jahre zu Studien in Paris und danach in kaiserlichen Diensten in Wien, wo er auch an einem Feldzug gegen die Türken teilnahm.
Nach dem Tod seines Vaters 1568 herrschte er zunächst mit einem Bruder Albrecht (1543–1575) und der Mutter in Langenburg, ab 1574 allein. Nach dem Tod seines Bruders Albrecht war Graf Wolfgang II. von 1575 bis 1610 der Senior des Gesamthauses Hohenlohe. 1586 kam es zur Landesteilung zwischen ihm und seinen Brüdern (Hohenlohe-Neuenstein, -Langenburg und -Weikersheim), und er zog 1587 nach Weikersheim.
In Weikersheim ersetzte er das alte Wasserschloss, eine mittelalterliche Wasserburg, durch ein Renaissanceschloss, residierte von dort aus, ordnete die hohenlohische Verwaltung, revisionierte die evangelische Kirchenordnung Hohenlohes, förderte das Schulwesen und hob kurz vor seinem Tod die Leibeigenschaft für Weikersheim auf.
Er befasste sich mit Pferdezucht und -heilkunde, liebte Musik und betrieb Alchemie in einem eigenen, kurz nach dem Umzug nach Weikersheim zunächst provisorisch eingerichteten Labor im Schloss, das dann ein mit Öfen ausgestatteter zweigeschossiger Bau auf dem Gelände des ehemaligen Burgzwingers wurde. Da die Bauzeichnungen und Rechnungen erhalten sind (auch für chemische Geräte) konnte man so die Ausstattung eines fürstlichen alchemistischen Labors der Renaissance rekonstruieren. Neben dem Labor gab es Destillationsgebäude für Branntwein im Schloss, wobei der Graf das Produkt verkaufte. Es gab auch eine Apotheke im Schloss, die von Wolfgangs Frau Magdalena geleitet wurde. In Weikersheim ließ er eine Salpeterfabrik bauen, die 1596 bis 1602 bestand und von einem Handwerker privat betrieben wurde. In seiner Bibliothek von 500 Bänden (davon einige Handschriften) waren 15 praktische Chemiebücher (z. B. von Georg Agricola und Lazarus Ercker zu Bergbau und das Destillierbuch von Hieronymus Brunschwig), 33 über Alchemie (u. a. Pseudo-Geber, Ramon Llull, Bernard von Trevisan, Heinrich Khunrath), 69 von Paracelsus und 12 zu Chemiatrie (wie Leonhard Thurneysser, Johann Isaac Hollandus, Alexander von Suchten). Dem Inhalt der Bibliothek nach zu urteilen war der Graf eher an praktischer Chemie interessiert und auch an Iatrochemie (sein Leibarzt Eucharius Seefridt (gestorben 1611) in Öhringen war einer ihrer Vertreter). Der Graf experimentierte selbst mit einem Gehilfen und nach der Leichenpredigt seines Hofpredigers Johannes Assum in erster Linie als Mittel zur Ablenkung von den Tagesgeschäften.
Im Rittersaal von Schloss Weikersheim gibt es im Deckengemälde eine wahrscheinliche Anspielung auf die Chemie: Die Jagd auf den weißen Hirsch entspricht in der Alchemie der Jagd auf das flüchtige Quecksilber und die Burg Württemberg im Hintergrund spielt auf den an der Alchemie interessierten Herzog von Württemberg an. Der Graf korrespondierte mit dem Herzog über alchemistische Fragen (wobei er auch nach vielen vergeblichen Versuchen seine Zweifel über die Transmutation von Metallen durchblicken ließ) wie auch z. B. mit dem Markgrafen Georg Friedrich von Brandenburg-Ansbach, der ihn um Überprüfung von Erzen bat. Auch der Merkur, der zu seiner Regierungszeit neben Sonne und Mond ins Stadtwappen von Weikersheim aufgenommen wurde, ist ein alchemistisches Symbol (er steht für Quecksilber).
Der Graf hatte schlechte Erfahrung mit Goldmachern gemacht. So gab er einem Alchemisten Michael Polhaimer (aus Braunau am Inn und Jesuitenzögling in München) 1595 eine hohe Summe, damit ihn dieser die Transmutation von Quecksilber in Silber lehrte. Polhaimer verschwand unmittelbar mit dem Geld. Der Graf ließ ihn aber in Nürnberg verhaften und zu sich ausliefern. Statt ihn hinzurichten, sperrte er ihn ins Burggefängnis, damit er seine Schuld durch Schreibarbeiten abzahlte. Später begnadigte er ihn und stellte ihn als Kanzleischreiber ein. Der starb aber bald darauf in einem Duell.

## Familie
Graf Wolfgang heiratete 1567 Magdalena, Gräfin von Nassau-Katzenelnbogen (1547–1633), eine Schwester von Wilhelm von Oranien und Tochter von Wilhelm von Nassau-Dillenburg und der Gräfin Juliane von Nassau, geborene Gräfin von Stolberg (1506–1580).
Folgende Kinder erreichten das Erwachsenenalter:
- Gräfin Anna Agnes (1568–1616) ⚭ 1587 Graf Philipp Ernst von Gleichen (1561–1619)
- Graf Georg Friedrich (1569–1647), Nachfolger seines Vaters in Weikersheim ⚭ 1. Eva Freiin von Waldstein († 1631) ⚭ 2. 1633 Maria Magdalena Gräfin von Oettingen-Oettingen (1600–1636)
- Gräfin Juliane (1571–1634) ⚭ 1605 Graf Wolfgang II. zu Castell-Remlingen (1558–1631)
- Gräfin Magdalena (1572–1596) ⚭ 1594 Graf Heinrich Reuß zu Gera (1572–1635)
- Gräfin Praxedis (1574–1633)
- Gräfin Martha (1575–1638) ⚭ 1617 Graf Johann Kasimir von Leiningen-Westerburg (1587–1635)
- Gräfin Marie Elisabeth (1576–1605) ⚭ 1593 Graf Johann Reinhard von Hanau-Lichtenberg (1569–1625)
- Graf Ludwig Kasimir (1578–1604)
- Gräfin Katharina Johanna (1579–1615)
- Graf Kraft (1582–1641) in Neuenstein ⚭ Sophie Pfalzgräfin von Birkenfeld (1593–1676)
- Graf Philipp Ernst (1584–1628) in Langenburg ⚭ Gräfin Anna Maria zu Solms-Sonnenwalde (1585–1634)
- Graf Albrecht (1585–1605)
- Gräfin Dorothea Walpurgis (1590–1656) ⚭ 1615 Philipp Heinrich Graf von Hohenlohe-Waldenburg (1591–1644)